# Trochetia boutoniana
Trochetia boutoniana är en malvaväxtart som beskrevs av Francis Friedmann. Trochetia boutoniana ingår i släktet Trochetia och familjen malvaväxter. Inga underarter finns listade i Catalogue of Life.

## Bildgalleri

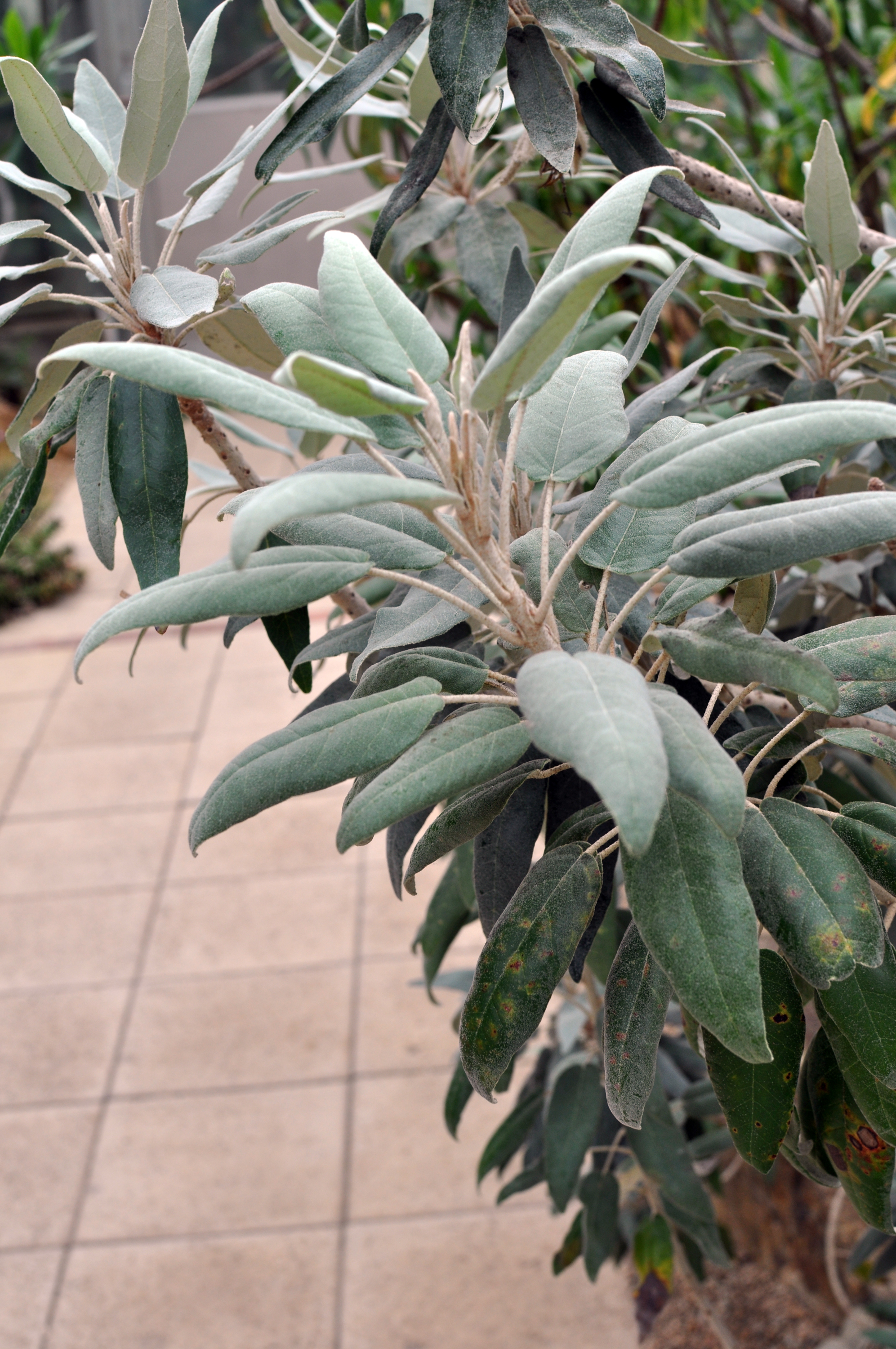